# GC Alcobaça
Der GC Alcobaça ist ein Sportverein in der portugiesischen Stadt Alcobaça (Distrikt Leiria). Er wurde am 1. Juni 1946 gegründet.
Größter sportlicher Erfolg des Vereins war 1982 der Aufstieg in die Primeira Divisão. Er stieg aber nach dem ersten Jahr wieder ab.
Seine Heimspiele trägt der Verein im städtischen Estádio Municipal de Alcobaça aus.

## Bekannte Spieler
- Bienvenue Basala-Mazana